# Naltrexone
Il naltrexone è un antagonista del recettore oppioide mu, impiegato come antidoto nel trattamento da avvelenamento ed overdose di oppioidi e per il trattamento della dipendenza da alcol.
Il naltrexone è un composto derivato della norossimorfina, che rappresenta il congenero N-ciclopropilmethyl del naloxone. Esplica la sua azione come un antagonista narcotico e dimostra notevole efficacia quando somministrato per via orale. Rispetto al naloxone, ha una durata d'azione prolungata e una potenza superiore. È stato proposto come possibile trattamento per la dipendenza dall'eroina. La Food and Drug Administration ha approvato l'uso del naltrexone nel trattamento della dipendenza da alcol.
In Italia è commercializzato come farmaco con il nome di Antaxone, Nalorex o Narcoral. In altri paesi è commercializzato col marchio Revia o Vivitrol.

## Farmacologia

### Indicazione
Il naltrexone viene utilizzato come terapia farmacologica inserita all'interno di un programma di modifica comportamentale, per il mantenimento della cessazione dell'abuso di oppiacei in individui che in passato erano fisicamente dipendenti dagli stessi e che hanno completato con successo il processo di disintossicazione. Viene altresì impiegato per il trattamento della dipendenza dall'alcol, in associazione con un programma di modifica comportamentale.

### Farmacodinamica
È un antagonista puro dei recettori oppioidi, è un congenero sintetico dell'ossimorfone privo di proprietà agoniste degli oppioidi. Il naltrexone è indicato nel trattamento della dipendenza dall'alcol e per bloccare gli effetti degli oppioidi somministrati in modo esogeno. Esso attenua marcatamente o blocca completamente, in modo reversibile, gli effetti soggettivi degli oppioidi somministrati per via endovenosa. Quando somministrato in concomitanza con la morfina, in modo cronico, il naltrexone blocca la dipendenza fisica dalla morfina, dall'eroina e da altri oppioidi. Nei soggetti fisicamente dipendenti dagli oppioidi, il naltrexone provocherà la sintomatologia di astinenza.

### Meccanismo d'azione
Il naltrexone è un puro antagonista degli oppiacei ed ha scarsa o nulla attività agonista. Il meccanismo d'azione del naltrexone nell'alcolismo non è completamente compreso; tuttavia, i dati preclinici suggeriscono il coinvolgimento del sistema oppioide endogeno. Si ritiene che il naltrexone agisca come un antagonista competitivo sui recettori mc, κ e δ nel sistema nervoso centrale, con la più alta affinità per il recettore μ. Il naltrexone si lega in modo competitivo a tali recettori e può bloccare gli effetti degli oppioidi endogeni. Ciò porta all'antagonizzazione della maggior parte degli effetti soggettivi e oggettivi degli oppiacei, compresa la depressione respiratoria, la miosi, l'euforia e la sindrome da astinenza.

### Assorbimento
Nonostante il farmaco dimostri una buon assorbimento se somministrato per via orale, il naltrexone è soggetto a un significativo metabolismo di primo passaggio, con stime di biodisponibilità orale che vanno dal 5% al 40%.

### Metabolismo
Il metabolismo è epatico. Il principale metabolita del naltrexone, il 6-β-naltrexolo, è anch'esso un antagonista degli oppioidi e potrebbe contribuire all'attività antagonista del farmaco. Quando somministrato per via orale, il naltrexone subisce un'ampia biotrasformazione ed è metabolizzato in 6 beta-naltrexolo (che potrebbe contribuire all'effetto terapeutico) e altri metaboliti minori.

### Eliminazione
Tanto il composto principale quanto i suoi metaboliti vengono eliminati principalmente per via renale, corrispondendo al 53-79% della dose somministrata. Tuttavia, l'escrezione urinaria del naltrexone non modificato rappresenta meno del 2% della dose assunta per via orale, mentre l'escrezione per via biliare e tramite le feci costituisce una via di eliminazione di minore importanza. La clearance renale del naltrexone varia da 30 a 127 mL/min, suggerendo che l'eliminazione renale avvenga principalmente attraverso la filtrazione glomerulare.

### Tossicità
Studi di laboratorio dimostrano che nei topi, nei ratti e nelle cavie, le DL50 per via orale sono state rispettivamente di 1.100-1.550 mg/kg, 1.450 mg/kg e 1.490 mg/kg. Dosi elevate di naltrexone (generalmente >1.000 mg/kg) causano salivazione, depressione/ridotta attività, tremori e convulsioni.